# Генџо Гулан
Генџо Гулан (тур. Genco Gulan; Истанбул, 13. јануар 1969) је трансмедијални савремени уметник и теоретичар који живи и ради у Истанбулу.
Његови радови истражују однос друштва и културе кроз нове медије, перформансе и инасталације. Гулан је основао Веб Бијенале, био у Одбору Балканског бијенала у Солуну, и у Програмском комитету ISEA у Сингапуру 2008. Тренутно је члан жирија уметничке награде „Тургут Пура“ у Измиру, а предаје на Академији „Мимар Синан“ и Универзитету Богазици.